# Zeke Nnaji
Ezekiel Tobechukwu „Zeke” Nnaji (ur. 9 stycznia 2001 w Minneapolis) – amerykański koszykarz, występujący na pozycji silnego skrzydłowego, obecnie zawodnik Denver Nuggets.
W 2019 wystąpił w Allen Iverson Roundball Classic. Został też wybrany najlepszym zawodnikiem amerykańskich szkół stanu Minnesota (Minnesota Star Tribune Metro Player of the Year). W 2018 został zaliczony do I składu konferencji All-Lake i III składu stanu.

## Osiągnięcia
Stan na 21 czerwca 2023, na podstawie, o ile nie zaznaczono inaczej.
NCAA
- Najlepszy:
  - pierwszoroczny zawodnik Pac-12 (2020)[4]
  - nowo przybyły zawodnik Pac-12 (2020 według Associated Press)
- Zaliczony do I składu:
  - najlepszych pierwszorocznych zawodników Pac-12 (2020)
  - Pac-12 (2020)
- Najlepszy pierwszoroczny zawodnik kolejki Pac-12 (11.11.2019, 18.11.2019, 20.01.2020, 17.01.2020)

NBA
- Mistrz NBA (2023)[5]